# Malta (site)
Malta is een archeologische vindplaats uit het Laat-paleolithicum (ca. 24.000 - 21.000 BP) bij het dorp Malta (Мальта), rayon Oesolski, in de oblast Irkoetsk, Siberië, Rusland.
Samen met de site Boeret (Буреть), rayon Bochanski, eveneens oblast Irkoetsk, worden ze beschouwd als de Malta-Boeretcultuur aan de boven-Angara in het gebied ten westen van het Baikalmeer.
DNA-sequencing van de overblijfselen van de Noord-Siberische Jana-site toonde aan dat de Malta-mensen afstammelingen van de Jana-mensen waren. Er zijn overeenkomsten vastgesteld met latere vondsten bij Afontova Gora aan de Jenisej.

## Archeologie
De nederzetting van Malta bestaat uit semi-ondergrondse huizen die werden gebouwd met behulp van grote botten van dieren als muren, en rendiergeweien bedekt met dierenhuiden als daken.
De wijze van vuursteen-afslag en het ontbreken van de druktechniek van vuursteenbewerking bij de vervaardiging van gereedschappen, en het doorgaande gebruik van oudere vormen van gereedschappen lijken te bevestigen dat de cultuur tot de beginperiode van het laat-paleolithicum behoort. Het mist echter de typische grote zijschrapers (skreblos) karakteristiek voor andere paleolithische locaties in Siberië. Ook andere gemeenschappelijke kenmerken zoals kei-kernen, wigvormige kernen, stekers en samengestelde gereedschappen zijn nooit gevonden. Het ontbreken van deze eigenschappen, in combinatie met een kunststijl onbekend bij andere Siberische culturen, maken de Maltacultuur uniek voor Siberië.

## Kunst
De artistieke nalatenschap omvat vakkundig gesneden objecten uit been, ivoor en gewei. Naast meestal vrouwelijke beeldjes zijn er afbeeldingen van vogels zoals zwanen, ganzen en eenden.
Ook zijn er op platen van mammoetivoor gegraveerde afbeeldingen. Een daarvan toont een mammoet, herkenbaar aan de slurf, slagtanden en dikke poten. De lange beharing wordt aangegeven met rechte lijnen langs het lichaam. Een andere tekening toont drie slangen met hun koppen zijwaarts gedraaid.

### Venusbeeldjes
Tot de vondsten van Malta waren zogenaamde Venusbeeldjes alleen bekend uit Europa. Gesneden uit de ivoren slagtanden van de mammoet, waren deze meestal zeer gestileerd, met vaak een overdreven nadruk op bepaalde lichaamsdelen zoals de borsten en billen. Het wordt algemeen aangenomen dat deze nadruk als symbool van vruchtbaarheid was bedoeld.
Zo'n dertig vrouwelijke beeldjes van verschillende vormen zijn bij Malta gevonden. De grote verscheidenheid aan vormen, gecombineerd met het realisme van de afbeeldingen en het ontbreken van herhaling in de details zijn duidelijke tekenen van een ontwikkelde kunstvorm. De beeldjes zijn van twee soorten: volle vrouwen met overdreven vormen, en vrouwen met een slanke, delicate vorm. Sommige figuren zijn naakt, terwijl anderen graveringen bezitten die bont of kleding lijken aan te duiden. De gezichten van sommige beeldjes zijn duidelijk uitgewerkt, in tegenstelling tot de meeste Europese beeldjes waarbij dit slechts zelden het geval is. Geen van de Siberische beeldjes vertoont een geprononceerde buik, zoals kenmerkend voor veel Europese exemplaren. Ook ontbreken vaak borsten bij de Malta-beeldjes, zodat deze niet altijd duidelijk als vrouwelijk zijn te definiëren.

## MA-I
De belangrijkste opgravingen bij Malta vonden plaats tussen 1928 en 1958, waarbij ook twee begraafplaatsen werden gevonden van jonge kinderen met grafgiften. Een van de kinderen was een 3-, 4-jarige jongen, bekend bij archeologen als MA-I. Hij lag begraven onder een steen. Er lag een Venusbeeldje naast hem, hij droeg een ivoren diadeem, een kralenhalsketting en een pendant in de vorm van een vogel. Op zijn beenderen werden sporen van pigment gevonden. De overblijfselen bevinden zich in het Hermitage Staats Museum in Sint Petersburg. In 2009 werd er nieuw onderzoek naar gedaan, waaruit bleek dat ze 24.000 jaar oud waren. MA-I's gehele genoom werd ontrafeld (sequenced). Er werd verslag van gedaan in Nature in 2014: 'the oldest anatomically modern human genome reported to date'. Maanasa Raghavan en Pontus Skoglund vonden in plaats van de verwachte connectie met Noordoost Azië, dat het Y-chromosoom (het mannelijk geslacht chromosoom) 'basal to modern day western Eurasians' was. Autosomaal bewijs volgde. MA-I staat ook 'near the root of most Native American lineages' (38% van de voorouders van de inheemse Amerikanen komt voort uit de 'gene flow' van het volk van MA-I). Uit mitochondriaal genoom onderzoek bleek het Siberische kind tot de haplogroep U te behoren, die ook veel voorkomt bij paleolithische en mesolithische Europese jager-verzamelaars. Daaruit zou af te leiden zijn dat het DNA van de inheemse Amerikanen een sterk en zeer oud 'Europees signaal' (European signal) draagt.

### Relatie tot de Amerikaanse indianen en Europeanen
Onderzoek gepubliceerd in 2014 suggereert dat de mensen van Malta of een aan hen verwante groep een belangrijke genetische bijdrage aan de Amerikaanse indianen, Europeanen en Zuid-Aziaten leverden, maar niet bijdroegen aan en niet gerelateerd waren aan de Oost-Aziaten. Malta had een vorm van R* y-dna van voor de splitsing in hg R1 en R2, en een vroege clade van haplogroep U mtDNA. Tussen 14 en 38 procent van het indiaanse DNA zou afkomstig zijn van een genetische stroming van de Malta-Boeretmensen, welke in wezen West-Euraziatisch is, terwijl de andere genetische component in de indianen een Oost-Euraziatische afkomst lijkt te hebben.
De vondsten van Malta suggereren dat de Laat-Paleolithische bevolking van westelijk Eurazië zich verspreidde naar Siberië en tevens bijdroeg aan de fysieke kenmerken van een aantal vroege Amerikaanse indianen, verschillend van de Oost-Aziaten die het grootste deel van het genetisch erfgoed van de inheemse bevolking van het Amerikaanse continent bijdroegen.